# Croix de Saint-Fiacre à Lanmeur
La croix de Saint-Fiacre est un édifice situé à Lanmeur en France.

## Localisation
La croix est située sur le territoire de la commune de Lanmeur, dans le département du Finistère en région Bretagne.

## Description
La croix est le dernier vestige subsistant de l'ensemble composé d'une chapelle et d'un petit oratoire sur le chemin du Tro Breiz, la croix se compose d'un fût octogonal supportant une console à moulure cintrée destinée à recevoir deux statues disparues. La console est gravée, dans sa partie médiane, d'un écusson effacé. À la partie inférieure, les chanfreins se terminent par un biseau triangulaire pour obtenir, à la base, un plan carré. Le socle, octogonal, est de forme pyramidale. Le piédestal est constitué de trois gradins, également octogonaux. Les sculptures représentent, à l'ouest le Christ, à l'est la Pietà.

## Historique
La croix est inscrite au titre des monuments historiques par arrêté du 23 décembre 1969.

## Galerie

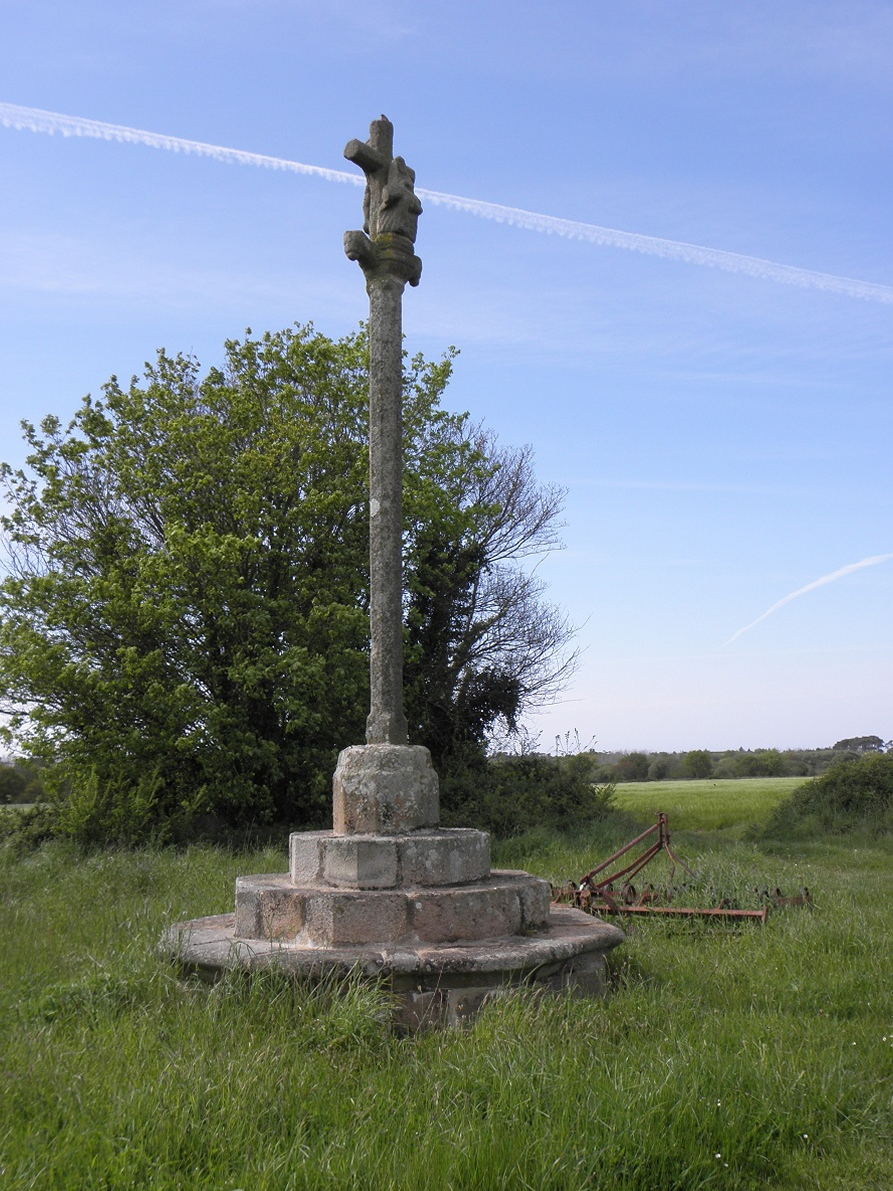